# Anssi Salmela
Anssi Salmela (* 13. srpna 1984, Nokia, Finsko) je bývalý finský hokejový obránce se zkušenostmi z NHL, KHL a švédské Elitserien. Kariéru ukončil v dresu Ilves-Hockey.

## Kariéra
Nedraftovaný Salmela začal svojí profesionální kariéru v SM-liize sezónou 2003-04 v týmu Tappara Tampere. První zápas odehrál 24. ledna 2004. Za Tampere hrál i v sezóně 2004-05, ale v sezóně 2005-06 přestoupil do týmu Pelicans Lahti. V roce 2007 se vrátil zpět do týmu Tampere.
Salmela hrál na juniorském mistrovství světa v roce 2004, na kterém s finskou juniorskou reprezentací získal bronzovou medaili. V reprezentaci dospělých reprezentoval Finsko na mistrovstvích světa 2008 a 2009 a na prvně jmenovaném získali bronzovou medaili. V roce 2008 podepsal dvoucestnou smlouvu s týmem NHL: New Jersey Devils.
V sezóně 2008-09 už hrál v NHL, kde poprvé nastoupil 10. října 2008 při vítězství 2:1 nad New York Islanders. Většinu sezóny strávil ve farmářském týmu Lowell Devils v lize AHL. 2. března 2009 byl vyměněn za Niclase Hävelida a Mylese Stoesze do Atlanty Thrashers. Ve svém druhém zápase za Thrashers 16. března 2009 vstřelil svůj první gól v NHL a pomohl k vítězství 5:1 proti Washingtonu Capitals. 4. února 2010 byl Salmela vyměněn zpět do New Jersey Devils společně s Iljou Kovalčukem za Johnnyho Oduyu, Niclase Bergforse, Petrice Cormiera a výběr v 1. a 2. kole draftu NHL 2010.
Na konci sezóny 2010-11 hrál na mistrovství světa 2011 na Slovensku, kde s týmem Finska vyhráli zlaté medaile.

## Úspěchy

### Individuální úspěchy
- Nejlepší střelec mezi obránci SM-liigy – 2007-08

### Kolektivní úspěchy
- Mistr juniorské SM-liigy – 2003-04
- Bronzová medaile na MSJ - 2004
- Bronzová medaile v SM-liize - 2007-08
- Bronzová medaile na MS - 2008
- Zlatá medaile na MS – 2011

## Statistiky

### Klubové statistiky
| Sezona       | Klub              | Soutěž       | Základní část | Základní část | Základní část | Základní část | Základní část | Play off | Play off | Play off | Play off | Play off |
| Sezona       | Klub              | Soutěž       | Z             | G             | A             | B             | TM            | Z        | G        | A        | B        | TM       |
| ------------ | ----------------- | ------------ | ------------- | ------------- | ------------- | ------------- | ------------- | -------- | -------- | -------- | -------- | -------- |
| 2003–04      | Tappara Tampere   | SM-l         | 10            | 0             | 0             | 0             | 2             | 3        | 0        | 0        | 0        | 2        |
| 2004–05      | Tappara Tampere   | SM-l         | 48            | 1             | 5             | 6             | 49            | 8        | 0        | 0        | 0        | 0        |
| 2005–06      | Tappara Tampere   | SM-l         | 8             | 0             | 1             | 1             | 0             | —        | —        | —        | —        | —        |
| 2005–06      | Pelicans          | SM-l         | 48            | 8             | 8             | 16            | 59            | —        | —        | —        | —        | —        |
| 2006–07      | Pelicans          | SM-l         | 56            | 11            | 12            | 23            | 58            | 6        | 1        | 1        | 2        | 4        |
| 2007–08      | Tappara Tampere   | SM-l         | 56            | 16            | 16            | 32            | 40            | 11       | 0        | 6        | 6        | 14       |
| 2008–09      | New Jersey Devils | NHL          | 17            | 0             | 3             | 3             | 6             | —        | —        | —        | —        | —        |
| 2008–09      | Lowell Devils     | AHL          | 38            | 8             | 16            | 24            | 41            | —        | —        | —        | —        | —        |
| 2008–09      | Chicago Wolves    | AHL          | 2             | 0             | 0             | 0             | 0             | —        | —        | —        | —        | —        |
| 2008–09      | Atlanta Thrashers | NHL          | 9             | 1             | 2             | 3             | 2             | —        | —        | —        | —        | —        |
| 2009–10      | Atlanta Thrashers | NHL          | 29            | 1             | 4             | 5             | 22            | —        | —        | —        | —        | —        |
| 2009–10      | New Jersey Devils | NHL          | 9             | 1             | 2             | 3             | 0             | —        | —        | —        | —        | —        |
| 2010–11      | New Jersey Devils | NHL          | 48            | 1             | 6             | 7             | 14            | —        | —        | —        | —        | —        |
| 2010–11      | Albany Devils     | AHL          | 2             | 0             | 0             | 0             | 0             | —        | —        | —        | —        | —        |
| 2011–12      | Avangard Omsk     | KHL          | 22            | 6             | 4             | 10            | 14            | 21       | 1        | 3        | 4        | 16       |
| 2012–13      | Avangard Omsk     | KHL          | 37            | 2             | 12            | 14            | 37            | 11       | 0        | 1        | 1        | 6        |
| SM-l celkově | SM-l celkově      | SM-l celkově | 226           | 36            | 42            | 78            | 208           | 28       | 1        | 7        | 8        | 20       |
| NHL celkově  | NHL celkově       | NHL celkově  | 112           | 4             | 17            | 21            | 44            | —        | —        | —        | —        | —        |
| KHL celkově  | KHL celkově       | KHL celkově  | 59            | 8             | 16            | 24            | 51            | 32       | 1        | 4        | 5        | 22       |

### Reprezentační statistiky
| 2004                        | Finsko 20'                  | MSJ                         | 7  | 1 | 2 | 3 | 6  |
| 2008                        | Finsko                      | MS                          | 8  | 0 | 0 | 0 | 37 |
| 2009                        | Finsko                      | MS                          | 7  | 1 | 0 | 1 | 2  |
| 2011                        | Finsko                      | MS                          | 9  | 1 | 2 | 3 | 4  |
| 2015                        | Finsko                      | MS                          | 8  | 0 | 2 | 2 | 4  |
| 2016                        | Finsko                      | MS                          | 5  | 0 | 1 | 1 | 2  |
| Juniorská reprezentace      | Juniorská reprezentace      | Juniorská reprezentace      | 7  | 1 | 2 | 3 | 6  |
| Seniorská reprezentace (MS) | Seniorská reprezentace (MS) | Seniorská reprezentace (MS) | 37 | 2 | 5 | 7 | 49 |